# Herrarnas kulstötning vid världsmästerskapen i friidrott 2022
Herrarnas kulstötning vid världsmästerskapen i friidrott 2022 avgjordes mellan den 15 och 17 juli 2022 på Hayward Field i Eugene i USA.
Samtliga pallplatser togs av friidrottare från USA. Guldet togs av Ryan Crouser som stötte 22,94 meter, vilket blev ett nytt mästerskapsrekord. Silvret togs av Joe Kovacs och bronset togs av Josh Awotunde.

## Rekord
Innan tävlingens start fanns följande rekord:
| Rekord                                         | Idrottare                    | Distans | Plats            | Datum          |
| ---------------------------------------------- | ---------------------------- | ------- | ---------------- | -------------- |
| Världsrekord                                   | Ryan Crouser (USA)           | 23,37 m | Eugene, USA      | 18 juni 2021   |
| Mästerskapsrekord                              | Joe Kovacs (USA)             | 22,91 m | Doha, Qatar      | 5 oktober 2019 |
| Världsårsbästa                                 | Ryan Crouser (USA)           | 23,12 m | Eugene, USA      | 24 juni 2022   |
| Afrikanskt rekord                              | Janus Robberts (RSA)         | 21,97 m | Eugene, USA      | 2 juni 2001    |
| Asiatiskt rekord                               | Tajinderpal Singh Toor (IND) | 21,49 m | Patiala, Indien  | 21 juni 2021   |
| Nord-, centralamerikanskt och karibiskt rekord | Ryan Crouser (USA)           | 23,37 m | Eugene, USA      | 18 juni 2021   |
| Sydamerikanskt rekord                          | Darlan Romani (BRA)          | 22,61 m | Stanford, USA    | 30 juni 2019   |
| Europeiskt rekord                              | Ulf Timmermann (GDR)         | 23,06 m | Chania, Grekland | 22 maj 1988    |
| Oceaniskt rekord                               | Tomas Walsh (NZL)            | 22,90 m | Doha, Qatar      | 5 oktober 2019 |

## Program
Alla tider är lokal tid (UTC−7).
| Datum   | Tid   | Omgång |
| ------- | ----- | ------ |
| 15 juli | 18:55 | Kval   |
| 17 juli | 18:27 | Final  |

## Resultat

### Kval
Kvalregler: Stöt på minst 21,20 meter 0Q0 eller de 12 friidrottare med längst stöt 0q0 gick vidare till finalen.
| Placering | Grupp | Namn                   | Nationalitet   | Omgång  | Omgång  | Omgång  | Distans           | Noteringar |
| Placering | Grupp | Namn                   | Nationalitet   | 1       | 2       | 3       | Distans           | Noteringar |
| --------- | ----- | ---------------------- | -------------- | ------- | ------- | ------- | ----------------- | ---------- |
| 1         | A     | Ryan Crouser           | USA            | 22,28 m |         |         | 22,28 m           | 0Q0        |
| 2         | B     | Joe Kovacs             | USA            | 21,50 m |         |         | 21,50 m           | 0Q0        |
| 3         | A     | Tomas Walsh            | Nya Zeeland    | 20,81 m | 21,11 m | 21,44 m | 21,44 m           | 0Q0        |
| 4         | B     | Nick Ponzio            | Italien        | 21,00 m | 21,35 m |         | 21,35 m           | 0Q0        |
| 5         | B     | Jacko Gill             | Nya Zeeland    | 20,16 m | 21,24 m |         | 21,24 m           | 0Q0        |
| 6         | A     | Josh Awotunde          | USA            | 21,18 m | x       | 21,13   | 21,18 m           | 0q0        |
| 7         | B     | Filip Mihaljević       | Kroatien       | 20,56 m | 21,17 m | x       | 21,17 m           | 0q0        |
| 8         | B     | Adrian Piperi          | USA            | 21,03 m | x       | x       | 21,03 m           | 0q0        |
| 9         | B     | Darlan Romani          | Brasilien      | x       | 20,98 m | x       | 20,98 m           | 0q0        |
| 10        | A     | Chukwuebuka Enekwechi  | Nigeria        | 20,51 m | 20,87 m | 20,85 m | 20,87 m           | 0q0        |
| 11        | A     | Marcus Thomsen         | Norge          | 19,90 m | 20,27 m | 19,83 m | 20,27 m           | 0q0        |
| 12        | B     | Uziel Muñoz            | Mexiko         | 20,06 m | 20,24 m | 20,16 m | 20,24 m           | 0q0        |
| 13        | A     | Konrad Bukowiecki      | Polen          | 19,43 m | x       | 20,24 m | 20,24 m           |            |
| 14        | B     | Michał Haratyk         | Polen          | 19,89 m | 20,08 m | 20,13 m | 20,13 m           |            |
| 15        | A     | Roman Kokoshko         | Ukraina        | 19,35 m | 20,02 m | 19,74 m | 20,02 m           |            |
| 16        | A     | Scott Lincoln          | Storbritannien | 19,41 m | x       | 19,97 m | 19,97 m           |            |
| 17        | B     | Tsanko Arnaudov        | Portugal       | 18,06 m | 19,68 m | 19,93 m | 19,93 m           |            |
| 18        | A     | Andrei Toader          | Rumänien       | 19,83 m | 19,78 m | 19,60 m | 19,83 m           |            |
| 19        | A     | Welington Morais       | Brasilien      | 18,98 m | 19,80 m | x       | 19,80 m           |            |
| 20        | A     | Eric Favors            | Irland         | 19,44 m | 19,50 m | 19,76 m | 19,76 m           |            |
| 21        | B     | Willian Dourado        | Brasilien      | 19,65 m | 19,41 m | 19,73 m | 19,73 m           |            |
| 22        | A     | Leonardo Fabbri        | Italien        | 19,49 m | x       | 19,73 m | 19,73 m           |            |
| 23        | B     | Simon Bayer            | Tyskland       | 19,13 m | 19,16 m | 19,71 m | 19,71 m           |            |
| 24        | B     | Carlos Tobalina        | Spanien        | 19,45 m | 19,47 m | 19,70 m | 19,70 m           |            |
| 25        | A     | Nicholas Scarvelis     | Grekland       | 19,55 m | 19,01 m | x       | 19,55 m           |            |
| 26        | B     | Anastasios Latifllari  | Grekland       | 18,90 m | x       | 18,98 m | 18,98 m           |            |
| 27        | A     | Ignacio Carballo       | Argentina      | 18,74 m | 18,06 m | x       | 18,74 m           |            |
| 28        | B     | Dotun Ogundeji         | Nigeria        | 18,35 m | x       | x       | 18,35 m           |            |
| 29        | B     | John Kelly             | Irland         | x       | x       | 17,92 m | 17,92 m           |            |
|           | A     | Tajinderpal Singh Toor | Indien         |         |         |         | Ingen giltig stöt |            |

### Final
Finalen startade den 17 juli klockan 18:27.
| Placering | Namn                  | Nationalitet | Omgång  | Omgång  | Omgång  | Omgång  | Omgång  | Omgång  | Distans | Noteringar |
| Placering | Namn                  | Nationalitet | 1       | 2       | 3       | 4       | 5       | 6       | Distans | Noteringar |
| --------- | --------------------- | ------------ | ------- | ------- | ------- | ------- | ------- | ------- | ------- | ---------- |
| 1         | Ryan Crouser          | USA          | 22,21 m | 22,71 m | 22,58 m | 22,16 m | 22,94 m | x       | 22,94 m | 0MR0       |
| 2         | Joe Kovacs            | USA          | 22,62 m | x       | 22,17 m | 22,16 m | 22,89 m | 22,42 m | 22,89 m | 0SB0       |
| 3         | Josh Awotunde         | USA          | 22,24 m | 21,70 m | 21,14 m | x       | 22,29 m | 22,22 m | 22,29 m | 0PB0       |
| 4         | Tomas Walsh           | Nya Zeeland  | 21,40 m | 20,67 m | 21,49 m | x       | 22,08 m | 21,27 m | 22,08 m |            |
| 5         | Darlan Romani         | Brasilien    | 21,69 m | 21,90 m | x       | 21,92 m | 21,34 m | x       | 21,92 m |            |
| 6         | Filip Mihaljević      | Kroatien     | 21,05 m | x       | x       | 21,35 m | 21,82 m | 21,58 m | 21,82 m |            |
| 7         | Jacko Gill            | Nya Zeeland  | 19,19 m | 20,75 m | 20,82 m | 21,03 m | x       | 21,40 m | 21,40 m |            |
| 8         | Adrian Piperi         | USA          | 20,88 m | 20,93 m | x       | 20,79 m | x       | x       | 20,93 m |            |
| 9         | Nick Ponzio           | Italien      | 20,28 m | 20,81 m | 20,76 m |         |         |         | 20,81 m |            |
| 10        | Marcus Thomsen        | Norge        | 20,64 m | 20,66 m | 19,98 m |         |         |         | 20,66 m |            |
| 11        | Chukwuebuka Enekwechi | Nigeria      | 20,15 m | x       | 20,65 m |         |         |         | 20,65 m |            |
| 12        | Uziel Muñoz           | Mexiko       | 20,01 m | 19,71 m | 19,79 m |         |         |         | 20,01 m |            |